# Lutz Heilmann
Lutz Heilmann (sinh ngày 7 tháng 9 năm 1966 tại Zittau, GDR) là một chính khách người Đức của đảng cánh tả Die Linke. Ông được bầu vào Bundestag trong cuộc bầu cử liên bang năm 2005 với tư cách là thành viên của danh sách đảng ở Schleswig-Holstein. Ngay sau đó được tiết lộ rằng ông đã làm việc cho Stasi (cảnh sát bí mật Đông Đức) từ năm 1985 đến năm 1990. Heilmann đã thu hút sự chú ý của truyền thông trong nước và quốc tế khi ông gây ra trang web www.wikipedia.de (không phải Wikipedia tiếng Đức, mà là một tìm kiếm cổng thông tin do Wikimedia Deutschland điều hành) bị chặn bởi lệnh cấm sơ bộ vào ngày 13 tháng 11 năm 2008. Nhiệm kỳ Bundestag của ông kết thúc vào năm 2009, và ông đã không được đề cử cho nhiệm kỳ thứ hai.